# Expanze (knižní série)
Expanze (v anglickém originále The Expanse) je vědeckofantastická knižní série od Jamese S. A. Coreye, což je pseudonym spisovatelů Daniela Abrahama a Ty Francka. Ti se potkali ve spisovatelské skupině Critical Mass. Děj série se odehrává ve 23. století v lidstvem kolonizované Sluneční soustavě, přičemž se točí hlavně kolem čtyřčlenné posádky vesmírné lodi Rosinante. Přestože se jedná o science fiction, autoři se v rámci možností snaží dodržovat základní fyzikální zákony, některé kapitoly se pak vyznačují temnou, místy hororovou atmosférou. První díl Leviatan se probouzí vyšel v anglickém originále v roce 2011, poté následovalo šest knih, přičemž další dvě jsou v plánu.
Knižní série byla motivem pro televizní seriál Expanze (The Expanse) vysílaný od roku 2015 stanicí Syfy. Stanice však roku 2018 oznámila ukončení seriálu po třetí řadě. Ten byl nakonec koupen Amazonem a jeho čtvrtá a pátá řada měly premiéru na Amazon Video v letech 2019 a 2020.

## Knihy

### Díly
Originálním nakladatelem série je Orbit Books. V českém jazyce vydává díly nakladatelství Triton.
- Leviatan se probouzí – 22. listopadu 2013 (Leviathan Wakes – 15. června 2011)
- Kalibánova válka – 31. ledna 2014 (Caliban's War – 26. června 2012)
- Abaddonova brána – 25. září 2014 (Abaddon's Gate – 4. června 2013)
- O poklad Ciboly – 1. října 2015 (Cibola Burn – 17. června 2014)
- Hry Nemesis – 31. ledna 2017 (Nemesis Games – 2. června 2015)
- Popel Babylonu – 6. listopadu 2017 (Babylon's Ashes – 6. prosince 2016)
- Vzestup Persepole – 26. května 2018 (Persepolis Rising – 5. prosince 2017)
- Tiamatin hněv – 1. ledna 2020 (Tiamat's Wrath)
- Leviatanova zhouba - léto 2022 (Leviathan Falls)

### Novely
Autorské duo vydalo také čtyři novely, které doplňují děj románů.
- Gods of Risk – 15. září 2012
- The Churn – 29. dubna 2014
- The Vital Abyss – 15. října 2015
- Strange Dogs – 18. července 2017
- Zatím nepojmenovaná pátá novela[9]
- Zatím nepojmenovaná šestá novela[9]